# 浅野碩也
浅野 碩也（あさの せきや、1946年7月16日 - ）は、日本の実業家。東海テレビ放送元社長。三重県伊勢市出身。

## 経歴・人物
1969年に慶應義塾大学法学部卒業。同年に東海テレビ放送に入社した。
編成局長、東京支社長、取締役、事業スポーツ担当万博・空港プロジェクト室長、常務を経て、2007年6月に社長に就任。社長在職中にセシウムさん騒動が起き、その騒動の対応に追われた。2013年から取締役相談役に就任。
その一方で、日本民間放送連盟理事も務めた。